# Pietra Mani

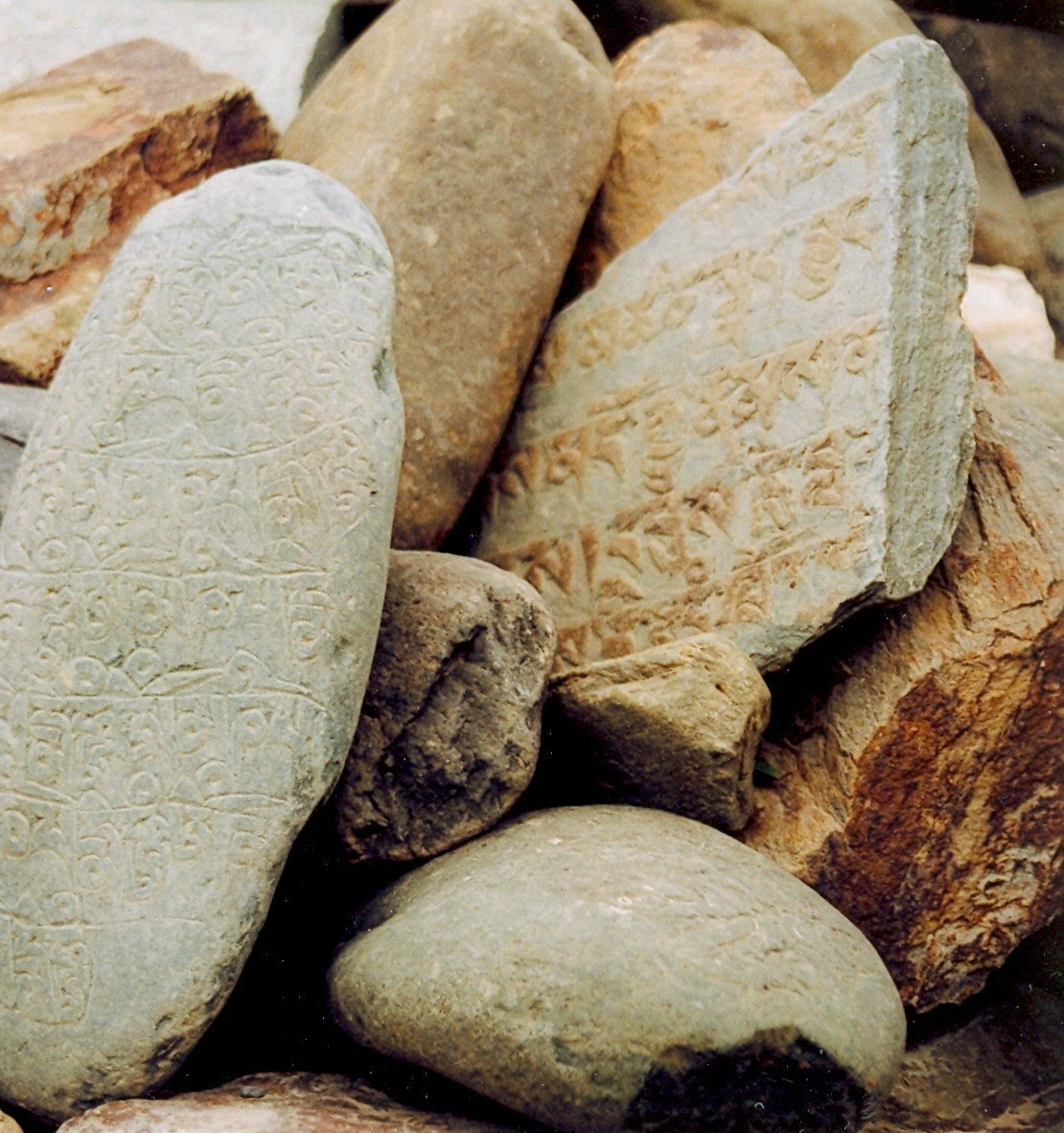
Pietre Mani a Ladakh

La Pietra Mani è una pietra, roccia o ciottolo, di forma generalmente appiattita, sulla quale sono iscritte sei sillabe mantra di Avalokiteshvara (Oṃ Maṇi Padme Hūṃ), come forma di preghiera nel Buddismo tibetano.
Il termine Pietra Mani può essere anche usato in senso stretto per riferirsi alle pietre sulle quali ogni progetto mantra o devozionale (come ashtamangala) inscritto. Sono poste intenzionalmente lungo i lati della strada e i fiumi a formare tumuli, talvolta anche lungo i muri, come offerta agli spiriti del luogo (o genius loci).
Creare e intaglaire le pietre mani come processo devozionale o intenzionale  è un sadhana tradizionale di pietà allo yidam.
Le pietre Mani sono una forma di cintamani devozionale.